# 가짜 드미트리 2세

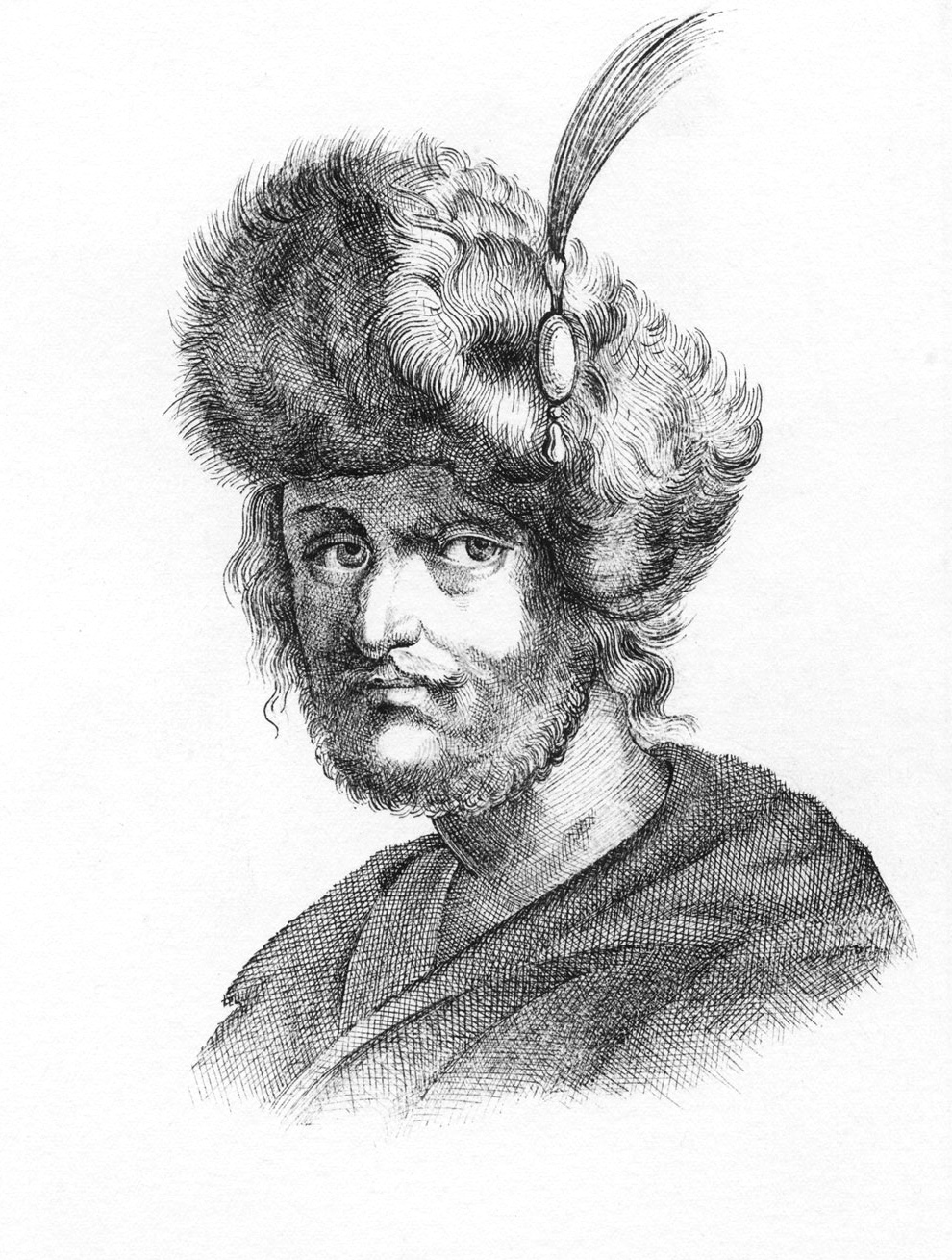

가짜 드미트리 2세(러시아어: Лжедмитрий II, ? ~ 1610년)는 동란 시대의 차르 참칭자이다. 투시노의 악인(The Felon of Tushino, 또는 투시노의 도둑(Tushino Thief))이라는 별칭으로도 불린다.
1606년, 첫 번째 가짜 드미트리는 바실리 슈이스키의 반란으로 죽고, 슈이스키가 바실리 4세로 차르에 즉위한다. 하지만 바실리 4세 역시 보리스 고두노프처럼 대중의 지지를 받지 못했다. 가짜 드미트리는 죽었지만, 드미트리의 재림에 대한 러시아 백성들의 기대 역시 계속되었다.
바실리 4세의 즉위부터 그에 반대하는 반란은 계속되었다. 이 중 유명한 것이 바로 1607년 8월에 시작된 두 번째 가짜 드미트리의 반란이다. 두 번째 가짜 드미트리는 자신이 진짜 우글리치 공 드미트리라고 주장하는 한편, 보리스 고두노프의 압제를 해방시킨 장본인이라고 주장하였다.
그는 모스크바 근처인 투시노를 본거지로 삼고, 끊임없이 자신이 진정한 차르라고 주장하였다. 그는 비록 실제 차르의 자리에 오르지는 못했지만, 1610년에 살해될 때까지 유력한 차르 후보였다.

## 등장
그는 자신이 진짜 드미트리는 물론이고, 첫 번째 드미트리와도 동일인물이라고 주장하였다. 그러면서 자신은 최근에 차르에서 쫓겨났다고 주장했다. 첫 번째 가짜가 자신이 진짜라는 확신에 차 있었던 반면, 두 번째 가짜는 자신이 가짜라는 사실은 정확히 알고 있었다.
또한 그의 출신은 정확히 밝혀진 것이 없었으며, 리투아니아와의 국경지대의 감옥의 죄수 출신으로, 바실리 4세에 대한 전국적인 불만을 이용하여 등장한 것으로 추정된다.
그러나 첫 번째 가짜와 완전히 다른 외모를 지녔음에도 불구하고 우글리치 공 드미트리에 대한 국가적 충성심이 컸던 탓에 두 번째 드미트리 역시 우글리치 공 드미트리로 인정받았으며 진짜 드미트리의 어머니인 마르타 수녀 역시 그야말로 진짜 드미트리라고 인정하였으며, 첫 번째 가짜의 왕비인 마리나 므니제치 역시 그와 결혼하였다. 두 번째 가짜도 첫 번째와 마찬가지로 등장과 동시에 러시아 백성들의 엄청난 지지를 받게 된다.

## 모스크바 진격
그가 등장할 무렵은 그리고리 샤호프스코이, 이반 볼로트니코프의 반란이 막 진압되었을 때였다. 1608년 봄, 가짜 드미트리는 기존의 반란군 잔당을 끌어들이고 폴란드, 리투아니아의 지원을 받아 루스 차르국의 수도인 모스크바로 진격한다.
바실리 4세의 동생인 드미트리 슈이스키가 진압군 대장이 되어 출동했지만 패배한다. 모스크바의 함락 직전 바실리 4세의 조카 미하일 스코핀-슈이스키의 활약으로 가짜 드미트리는 모스크바 근교의 투시노로 물러났다. 이후 '투시노의 악인'이라는 별칭이 붙는다.

## 투시노 정부

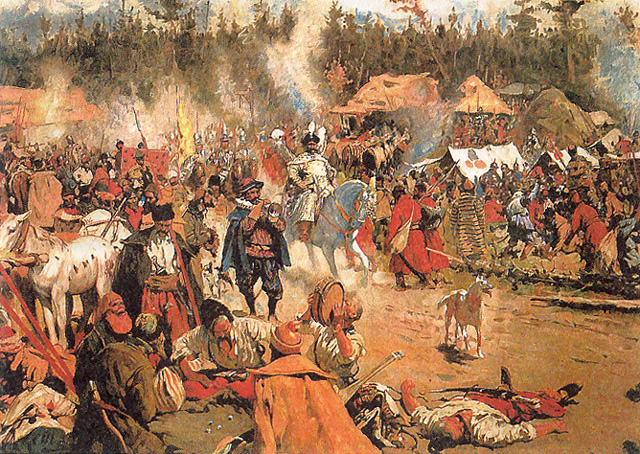
투시노에 자리잡은 드미트리의 본부

투시노에 자리를 잡은 가짜 드미트리는 그곳에 자신만의 정부를 세웠다. 그는 행정부와 귀족회의를 세웠으며, 자신을 지지하는 세력들로부터 세금을 걷기도 했다. 두 번째 가짜의 개인 병력을 모아 훈련시킨 것은 물론 투시노에 농업투자를 하는 등 국왕으로 즉위하지만 않았을 뿐 투시노에서의 두 번째 가짜 드미트리는 모든면에서 한 나라의 국왕과 완전히 똑같았다. 첫 번째 가짜와 마찬가지로 많은 지역들이 두 번째 가짜에 복속하거나, 혹은 투시노와 모스크바 양쪽과 관계를 맺었다.
그러나 가짜 드미트리의 정부는 바실리 4세의 지역들 한가운데에 포위된 상태였으며, 이러한 사태를 극복하기 위해 가짜 드미트리는 모스크바 북동부의 성 삼위일체-성 세르기우스 수도원을 공격하였다. 그러나 1년이 넘은 공격에도 불구하고 이 곳을 함락시키지는 못하고, 모스크바와 투시노 양쪽 모두 교착상태에 빠진다.
바실리 4세는 난국을 타개하기 위하여 스웨덴의 칼 9세에게 도움을 요청한다. 1609년 2월에 스웨덴이 참전하였으나, 바실리 4세의 조카인 미하일 스코핀-슈이스키의 대활약으로 모스크바는 북러시아의 지배권을 되찾는 데 성공한다. 이듬해에 가짜 드미트리는 추종자를 이끌고 모스크바 남동쪽의 칼루가로 피신한다.

## 말년
가짜 드미트리가 칼루가로 피신한 이후, 이번에는 폴란드의 지그문트 3세가 자신의 아들 브와디스와프 4세 바사를 내세워 러시아에 개입하기 시작하였다. 투시노의 반모스크바적 인사들이 지기스문트 3세와 접촉하였으며, 1605년부터 계속된 폴란드와 루스 차르국 사이의 전쟁이 재개되었다. 이런 틈을 타서 가짜 드미트리는 모스크바 근교까지 진출하여 자리를 잡았다.
드디어 1610년 7월, 바실리 4세는 성직자, 귀족, 일부 평민들이 참여한 회의를 통해 강제로 폐위되고, 이후 7명의 귀족회의를 통해 새로운 차르를 선출하기로 한다. 여러 인물들이 차르의 자리에 도전하였다. 가장 강력한 후보는 브와디스와프였으며, 이반 4세 처가의 후손인 미하일 1세 역시 입후보했다. 가짜 드미트리 역시 차르의 자리에 도전하게 된다. 회의 결과 브와디스와프가 새로운 차르로 선출되었으며, 가짜 드미트리는 다시 칼루가로 피신한다.
그런데 브와디스와프는 러시아 정교회로의 개종 등의 이유를 들어 차르의 자리에 오르지 않았으며, 루스 차르국은 다시 혼란에 빠진다. 뒤이어 스웨덴의 칼 9세도 폴란드의 왕자를 차르로 선출한 데 반발하여 루스 차르국에 전쟁을 선포한다. 이러한 혼란상황을 틈타 가짜 드미트리는 다시 러시아 동부의 외곽 지역을 중심으로 다시 세력을 규합한다. 그러나 1610년 12월 11일, 그는 자신의 타타르인 부하에게 살해당한다.
당시 폴란드의 장군이었던 스타니슬라브 졸키에프스키는 이 일을 다음과 같이 회상한다.
저녁에 만취한 상태에서 그는 썰매를 하나 대령시켜 꿀술을 싣고 밖으로 나갔다. 탁 트인 밖으로 나온 후, 그는 보야르 몇 명과 술을 마셨다. 그때 피터 우루소프 공이 십여 명의 말 탄 이들과 함께 드미트리를 호위하고 있었다. 그 사기꾼은 보야르들과 즐겁게 술을 마신 뒤였는데, 그때 우루소프는 준비해 두었던 권총을 꺼내 썰매로 말을 달려 그를 쏘았다. 그러고는 그의 머리와 손을 칼로 베어 길에 버렸다.

## 사후
가짜 드미트리의 사후, 카자흐인과 타타르인들은 마리나와 그의 사이에 태어난 아들인 이반 드미트리예비치(일명 "작은 악인")을 모시고 모스크바 정부에 대한 반란을 지속하였다. 그러나 곧 진압되어 두 번째 가짜 드미트리의 아들과 반란군 지도자는 사형을 당하고, 마리나는 모스크바의 옥중에서 삶을 마감한다.

## 같이 보기
- 동란 시대
- 마리나 므니제치
- 가짜 드미트리 1세
- 가짜 드미트리 3세
- 드미트리 2세

## 참고 문헌
- 니콜라스 랴자노프스키, 《러시아의 역사》, 까치, 1994[쪽 번호 필요]